# Johann Sebastian Bach (film 1958)
Johann Sebastian Bach è un cortometraggio del 1958 diretto da Hans Cürlis e basato sulla vita del compositore tedesco Johann Sebastian Bach.